# Jamie Flatters
Jamie Flatters (Londra, 7 luglio 2000) è un attore, regista e cantante inglese. Ha iniziato la sua carriera come attore bambino sul palcoscenico e nella sitcom della CBBC So Awkward. I suoi film includono La battaglia dimenticata, Avatar - La via dell'acqua e L'accademia del bene e del male.

## Biografia
Flatters è nato nel quartiere londinese di Southwark dai genitori Paul Flatters e Anna Grey ed è cresciuto a Clapham. Ha due fratelli, George e Matthew. Ha frequentato la Lambeth Academy.

## Carriera
Flatters ha avuto un ruolo alternato, come Edgar, nel cast originale del Tricycle Theatre della commedia del 2013 Bracken Moor. Flatters ha fatto il suo debutto televisivo nel 2015 nel ruolo di Matt Furnish nella sitcom della CBBC So Awkward, un ruolo che ha interpretato per le prime due serie. Nel 2017, Flatters ha iniziato a recitare nel ruolo di Luke Earlham, il figlio di Andrew Earlham nel thriller di ITV Liar - L'amore bugiardo. Dove è apparso in entrambe le serie di Liar.
Flatters ha fatto il suo debutto cinematografico nel ruolo del pilota inglese William Sinclair nel film sulla seconda guerra mondiale La battaglia dimenticata al fianco di Gijs Blom e Susan Radder. Ha avuto un'uscita internazionale su Netflix nel 2021. Nello stesso anno, Flatters è apparso nella miniserie di Channel 4 Close to Me.
Nel 2022, Flatters ha interpretato Tedros nell'adattamento cinematografico Netflix di L'accademia del bene e del male, e Neteyam il figlio maggiore di Jake e Neytiri, in Avatar - La via dell'acqua di James Cameron, l'ultimo dei quali Flatters ha fatto un'audizione quando aveva sedici anni. Ha co-scritto la sceneggiatura del prossimo film di George Jaques Black Dog, in cui Flatters reciterà. La premiere del film ha avuto luogo al BFI London Film Festival il 14 ottobre 2023, dove è stato selezionato per il programma di concorso del Concorso opere prime e nominato al Sutherland Award.
Flatters ha sostenuto l'abbassamento dell'età di voto nel Regno Unito a 16 anni ed è diventato membro del programma Young Leaders dell'Almeida Theatre. Flatters è un oratore eloquente e in precedenza ha vinto la sfida "Speak Out" di Jack Petchey Lambeth Regional Final, ed è arrivato secondo alla Grand Final nel 2015.

### Discografia
Come un cantante di nome Sandy Crow. Il suo singolo di debutto, Learning 037 è arrivato il 6 marzo 2024. Il singolo include altre canzoni, il titolo è 'your Best Day'.
Sandy Crow flirta con la musica pop in modo imbastardito. Le sue influenze spaziano dagli artisti musicali del passato e del presente, ma forse la cosa più significativa è che è influenzato dall'idea che questi artisti sono diventati. Chi diventerà il corvo sabbioso alla fine sembra prematuro da determinare; Ciononostante, una miriade di ossessioni artistiche contribuiranno al mosaico della sua immagine e del suo suono. Il corvo sabbioso è il cavallo di della musica pop. Ciò che è confezionato come musica pop nasconde qualcosa di marcio e rinfrescante, che farà sì che qualsiasi americano lo incoroni come il nuovo generale della scena musicale della British Invasion.

## Filmografia

### Cinema
- Silence, (2019) - Cortometraggio
- Soak, (2019) - Cortometraggio
- La battaglia dimenticata, regia di Matthijs van Heijningen Jr. (2020)
- Kernel, (2020) - Cortometraggio[18]
- Snow Crash, (2020) - Cortometraggio
- Tower of Babel, (2020) - Cortometraggio[19]
- Tuesday, (2021) - Cortometraggio
- Baby., (2021) - Cortometraggio
- Attrition, (2022) - Cortometraggio
- L'accademia del bene e del male, regia di Paul Feig (2022)
- Avatar - La via dell'acqua, regia di James Cameron (2022)
- Thunderowl, (2023) - Cortometraggio
- Black Dog, regia di George Jaques (2023)[20]
- Avatar - Fuoco e cenere (Avatar: Fire and Ash), regia di James Cameron (2025)

### Televisione
- So Awkward - serie TV (2015–2016)
- Flat TV - serie TV (2016)
- Liar - L'amore bugiardo - serie TV (2017–2020)
- Close to Me - serie TV (2021)

### Regista
- Men, (2017) - Cortometraggio[21]
- Good Trouble: What if the Suit Chokes?, (2018) - Cortometraggio[22]
- Soak, (2019) - Cortometraggio
- Kernel, (2020) - Cortometraggio
- These Spinning Straight Lines, (2022) - Cortometraggio[23]
- ALL THINGS CONNECTED, (2023) - Cortometraggio[24]
- What Looking Gave Us, (2023) - Cortometraggio[25]
- The Luxury Of Sitting, (2023) - Cortometraggio[26]
- I don't believe you're hurting, (2023) - Cortometraggio[27]
- Golden Syrup Cake Brick Work, (2023)- Cortometraggio[28]
- When You're Moody, (2024) - Cortometraggio[29][30]

### Sceneggiatura
- Black Dog, (2023) co-scritto con George Jaques

### Musica
- LOST IN ACTION, (2020)[31]
- FADE, (2023)[32]
- Where this goes, (2023)[33]
- The Deepest End, (2023)[34]
- I SAW YOU SAY IT, (2023)[35]
- Sculpting in time, (2023)[36]
- BONNEVILLE, (2023)[37]
- WAITING FOR LIFE, (2023)[38]
- LEARNING 037, (2024)

### Teatro
- Bracken Moor, (2013)
- Dilate, (2017)[39]
- Tarantiseismic, (2017)[40][41]

## Doppiatori italiani
Nelle versioni in italiano nelle opere in cui ha recitato Jamie Flatters è stato doppiato da:
- Niccolò Guidi ne La battaglia dimenticata
- Manuel Meli in Avatar - La via dell'acqua
- Matteo Liofredi in L'accademia del bene e del male